# Hà đục gỗ
Hà đục gỗ (Danh pháp khoa học: Teredo navalis) là một loài động vật thân mềm trong họ Teredinidae có nguồn gốc ở phía Đông Bắc Đại Tây Dương. Chúng là loài chuyên sống trong những cây gỗ và đục khoét để làm thức ăn. Chúng được gọi là "hà" nhưng lại không có họ hàng với các loài hà bởi các loài này thuộc nhóm chân khớp.

## Đặc điểm
Dù có ngoại hình giống giun nhưng loài hà này lại thuộc vào lớp vỏ hai mảnh nhuyễn thể và không thuộc lớp hà như tên gọi. Thân hình của hà đục gỗ đa phần nhỏ, dài khoảng 2 cm, màu trắng đục, có cá thể dài tới 60 cm cùng đường kính thân lên tới 1 cm và hơn thế nữa. Một vài cá thể được phủ ngoài thân 1 lớp màu nâu nhạt cùng đường vân thô nên dễ ngụy trang trong môi trường sống. do sống trong thân cây nên chúng có giá trị dinh dưỡng khá cao, nó được nhiều người dân địa phương Thái Lan chế biến và coi như một món đặc sản.
Phần đầu của chúng gần như tròn, có 2 mảnh cong nhô lên và được cấu tạo bằng chất vôi cứng bao bọc, mặt nhám để khoét gỗ, giữa 2 mảnh vôi cong là miệng tròn và phẳng. Ở phía đuôi hà có hai ống và hai ống này có thể thò ra thụt vào. Ống to ở phía ngoài loe ra, ống bé ở phía ngoài bé lại, ống to hút nước và các sinh vật có trong nước, ống nhỏ thải phân ra ngoài nên người ta còn gọi hai ống này là hai ống xi phông. Phía bên ngoài hai ống xi phông có hai áo giáp bằng chất vôi.

## Sinh sản
Hà đục gỗ là loài lưỡng tính, trải qua thời kỳ đực và cái lần lượt. Những cá thể đực sẽ giải phóng tinh trùng vào biển, cá thể cái sẽ bơi đến những khu vực có tinh trùng và làm công việc của mình khi hút tinh trùng vào cơ thể qua ống xi phông. Tại đây, những quả trứng sẽ được thụ tinh. Teredo sẽ cho ra đời 5 vạn đến 1 triệu trứng. Trứng của chúng trôi nổi trong nước biển rồi bám vào các mạn tàu gỗ, thuyền gỗ rồi phát triển.

## Loài du nhập
Loài hà đục gỗ này đã len lỏi và đi qua nhiều nơi trên quả địa cầu, chúng là hành khách đi lậu vé, chúng trốn trong vỏ tàu và rồi đi chu du khắp thế giới qua nhiều thế kỷ. Sở dĩ chúng đặt chân và cư ngụ ở nhiều nơi như thế là vì Teredo navalis có độ thích nghi tốt, chúng có thể sống trong nước ấm nhiệt đới, trong biển Bắc lạnh hay nước mặn Địa Trung Hải cũng như nước lợ của biển Baltic.

## Loài gây hại
Sau khi chúng xâm nhập vào gỗ từ khi còn bé, chỉ để lại một lỗ nhỏ như đầu đinh ghim. Từ chiếc lỗ này, chúng sẽ tận dụng hai ống xi phông của mình để kết nối cuộc sống trong thân gỗ và môi trường bên ngoài. Trong quá trình sinh trưởng và phát triển, hà hại gỗ luôn tiết ra một chất dịch làm mềm gỗ, chất dịch có chất vôi khi khô kết lại xung quanh hang đục của hà có màu trắng. Chính lớp vôi này bảo vệ cho chúng an toàn không bị xâm hại của nước biển.
Đầu hà gặm gỗ đến đâu thì thân càng dài ra đến đó. Mỗi cá thể hà đục một hang riêng biệt trong gỗ, nhưng những hang đục của cá thể này không xuyên qua hang gỗ kia, khi nào gỗ không còn nữa thì hà cũng hết thức ăn rồi chết ở đó. Những cá thể Teredo có thể ăn một cây thông bình thường bị ngâm nước trở nên "mục" với nhiều đường hầm trong 16 tuần. Khoảng thời gian để một cây sồi có đường kính thân 30 cm bị biến dạng là trong vòng 32 tuần, và gần như biến mất hoàn toàn trong vòng 1 năm.